# 戴浩 (政治人物)
戴浩（1391年—1483年），字彥廣，號默庵，浙江寧波府鄞縣人，明朝政治人物，舉人出身。

## 生平
永樂十八年（1420年）庚子科浙江鄉試舉人。任山東東昌府通判，遷廣東雷州府知府，又改任湖廣永州府（今湖南）知府，再改任陝西鞏昌府（今甘肅）知府。时当地闹饥荒，戴浩遂矫诏发边储米三万七千石赈濟灾民。赈灾后立刻上疏自劾，明代宗听闻他的事迹后优诏原谅。天顺初年（1457年）乞疏致仕归乡。

## 家族
有子戴槚任儒学教谕。四孙戴鰲、戴鯨、戴鱀、戴䲀皆登进士，均为戴檟之子，為明朝罕有的“一門兄弟四進士”。

## 軼事
戴浩工書法，喜好吟詩作對。擅畫梅，兼喜畫魚。以致孫子出生時，竟以魚字替個別命名為鰲、鯨、鱀、䲀。

## 著作
著有《默庵詩藁》等。